# سرخشکی
سرخشکی، روستایی است از توابع بخش خشکبیجار شهرستان رشت در استان گیلان ایران.

## جمعیت
این روستا در دهستان حاجی‌بکنده خشکبیجار قرار دارد و براساس سرشماری مرکز آمار ایران در سال ۱۳۸۵، جمعیت آن ۸۵۷ نفر (۲۳۳خانوار) بوده‌است.